# In Folly's Trail
In Folly's Trail er en amerikansk stumfilm fra 1920 af Rollin S. Sturgeon.

## Medvirkende
- Carmel Myers som Lita O'Farrell
- Thomas Holding som Charles Howard
- Arthur Clayton som Ronnie
- George B. Williams som Max Goldberg
- Viola Lind som Mavis
- W.H. Bainbridge som Houston
- Beth Ivins som Pattie Houston